# Töchter des Schweigens
Töchter des Schweigens (Originaltitel: Las largas sombras) ist eine spanische Miniserie, basierend auf dem gleichnamigen Roman von Elia Barceló. Die Uraufführung der Miniserie erfolgte am 9. April 2024 auf dem D'A Film Festival in Barcelona. In Spanien fand die Premiere der Miniserie am 10. Mai 2024 als Original durch Disney+ via Star statt. Im deutschsprachigen Raum erfolgte die Erstveröffentlichung der Miniserie am selben Tag durch Disney+ via Star.

## Handlung
In einer Höhle auf Mallorca werden sterbliche Überreste gefunden, welche die Inspektorin Paula Ríos von der Polizeistation in Elda auf die beliebte Urlaubsinsel führen. Es handelt sich um die sterblichen Überreste ihrer älteren Schwester Mati, die 25 Jahre zuvor während ihrer Abschlussklassenfahrt verschwunden war. Etwa zur selben Zeit trifft sich Matis ehemaliger Freundeskreis aus dem Abschlussjahr, bestehend aus Carmen, Lena, Sole, Teresa, Candela und Rita, anlässlich der unverhofften Rückkehr von Rita nach langer Zeit wieder. Rita Montero ist inzwischen eine angesehene Filmregisseurin, die seit rund 25 Jahren in London lebt. Die nostalgische Stimmung findet ein jähes Ende, als Paula auftaucht und die Anwesenden über den Fund der Leiche informiert. Jeder von ihnen hat in den letzten 25 Jahren viel durchgemacht, und das mysteriöse Verschwinden von Mati verfolgt sie bis in die Gegenwart. Und dann ist da noch ein Pakt, den die sechs Frauen vor 25 Jahren geschlossen haben, der ihre Leben prägt und diese auf den Kopf zu stellen droht, nachdem verdrängte Gefühle und Gedanken, denen sie sich lange Zeit nicht gestellt haben, allmählich an die Oberfläche kommen. Keine von ihnen hat in all den Jahren etwas gesagt, aber die Entdeckung des Leichnams ändert alles. Als eine von ihnen droht, ihr Schweigen zu brechen, stirbt sie. Fortan kann sich keiner von ihnen mehr vor der Vergangenheit verstecken. Von Schuldgefühlen geplagt, macht sich Rita auf die Suche nach Antworten. Die Situation unter den Freundinnen wird immer bedrohlicher: Wer von ihnen hat die beiden Morde begangen? Und bedeutet Freundschaft auch, die mitunter dunklen Geheimnisse des jeweils anderen um jeden Preis zu wahren? Nach und nach kommen immer weitere Details ans Licht, während Paula fest entschlossen ist, den mysteriösen Tod ihrer Schwester ein für alle Mal aufzuklären.

## Besetzung und Synchronisation
Die deutschsprachige Synchronisation entstand nach den Dialogbüchern von Felix Strüven sowie unter der Dialogregie von Anja Topf durch die Synchronfirma Studio Hamburg Synchron in Hamburg.
| Rolle                        | Schauspieler    | Synchronsprecher      |
| ---------------------------- | --------------- | --------------------- |
| Paula Ríos                   | Irene Escolar   | Runa Pernoda Schaefer |
| Rita Montero                 | Elena Anaya     | Nadine Schreier       |
| Teresa Soler                 | Belén Cuesta    | Jennifer Böttcher     |
| Teresa Soler (jung)          | Lucía Caraballo | Kaya Malin Kröger     |
| Soledad „Sole“ Rosell        | Marta Etura     | Katharina von Keller  |
| Soledad „Sole“ Rosell (jung) | Andrea López    | Eva Bühnen            |
| Candela                      | Itziar Atienza  | Kristina von Weltzien |
| Carmen                       | Ana Rayo        | Tina Eschmann         |
| Magdalena „Lena“ Santos      | Lorena López    | Caroline Kiesewetter  |
| Ángela                       | Nansi Nsue      | Nadine Wöbs           |
| Manolo                       | Jorge Usón      | Roman Rossa           |
| César                        | Roger Casamajor | Martin Lohmann        |
| Adrián                       | Fran Nortes     | Tim Niebuhr           |
| Gerardo                      | Juan Blanco     | Jesse Grimm           |
| Mati                         | Laura Wedel     |                       |

## Episodenliste
| Nr. | Deutscher Titel    | Originaltitel     | Erstveröffentlichung (Spanien) | Deutschsprachige Erstveröffentlichung (D/A/CH) |
| --- | ------------------ | ----------------- | ------------------------------ | ---------------------------------------------- |
| 1   | Rückkehr           | Volver            | 10. Mai 2024                   | 10. Mai 2024                                   |
| 2   | Alte Sünden        | Viejos pecados    | 10. Mai 2024                   | 10. Mai 2024                                   |
| 3   | Die 28er Mädchen   | Las chicas del 28⁠⁠ | 10. Mai 2024                   | 10. Mai 2024                                   |
| 4   | Starker Wellengang | Oleaje            | 10. Mai 2024                   | 10. Mai 2024                                   |
| 5   | Der Sturm          | La tormenta       | 10. Mai 2024                   | 10. Mai 2024                                   |
| 6   | Der Blutpakt       | Pacto de sangre   | 10. Mai 2024                   | 10. Mai 2024                                   |